# Alineadores transparentes

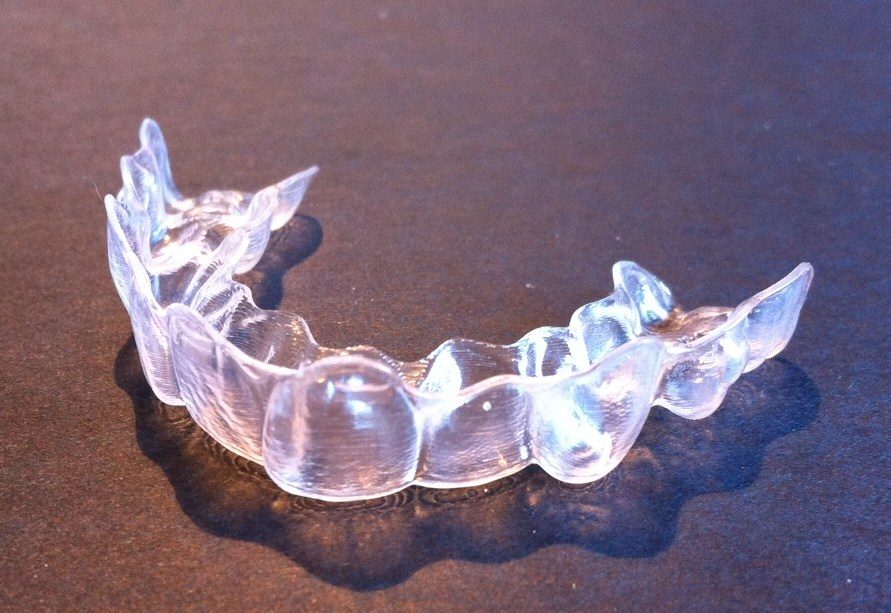
Un alineador Invisalign.

Los alineadores dentales, también conocidos  como tratamiento de ortodoncia invisible, consisten en el uso de plásticos que cubren por completo los dientes,  colocándolos progresivamente en la posición adecuada. Estos alineadores han sido usados desde 1999, cuando Zia Chishti y Kesley Wirth lanzaron su sistema Invisalign después de haberlo ideado desde un dormitorio de la Universidad de Stanford en los Estados Unidos cuando intentaban alinear  una ligera malposicion de sus dientes.
Este sistema consistía en  escanear la dentadura  de forma tridimensional para posteriormente alinearlos con un software e imprimir los movimientos dentales en diversos modelos, y del cual se fabricaban los alineadores con  materiales termoplásticos.
El proceso de manufactura  prácticamente no ha cambiado desde sus orígenes. Sin embargo, la tecnología actual permite hacer uso de escáneres intraorales que evitan  la toma del molde de los dientes y el desarrollo de nuevos materiales termoplásticos que hacen más eficiente los movimientos dentales. 
De igual manera una gran cantidad de diversos  programas  de alineación dental han surgido como consecuencia de la liberación de algunas patentes por Invisalign,  así como la posibilidad de contar con impresoras tridimensionales  de alta resolución y de bajo costo  que permiten lograr estos tratamientos con una amplia diversidad de marcas comerciales o sistemas de fabricación de los alineadores.
Los alineadores dentales son más visibles que los brackets linguales  y quizás más cómodos  durante  el tratamiento, sin embargo  diversos estudios han demostrado que en algunas ocasiones se requiere de una gran cantidad de alineadores para lograr el movimiento de todos  los dientes  o bien resulta muy poco predecible realizar la alineación de los mismos con éste sistema.
El resultado final  y éxito de los tratamientos con alineadores depende principalmente del tipo de malposición dental o problema de mordida a corregir,  la planeación de los movimientos dentales en el software por parte del especialista en ortodoncia, la calidad de impresión de los modelos tridimensionales  y   el tipo de material termoplástico utilizado para elaborar los alineadores. 
Esto sin tomar en cuenta la cooperación requerida por parte del paciente donde  es necesario el uso de los mismos prácticamente las 24 horas al día para lograr el éxito en el tratamiento.   
En años recientes se ha intentado comercializar estos alineadores por su estética y comodidad por parte de nuevas compañías  argumentando en muchos casos una diversidad de beneficios que carecen de sustento científico.  Entre  estos se  incluye desde que los alineadores son más precisos y eficaces, que son  de muy reciente tecnología,  así como   que el tratamiento es más rápido y menos molesto  que los brackets convensionales o linguales.  
A pesar de que actualmente existen una gran cantidad de estudios que demuestran la eficacia de este sistema para alinear los dientes desde problemas  de apiñamiento dental leve hasta algunos casos  moderados  de mordida , también se han publicado  una gran cantidad de artículos científicos  que establecen que los movimientos dentales con alineadores son   poco predecibles,  el tiempo  de tratamiento  puede incrementarse de forma  significativa en comparación con  los brackets y además podría ser   poco estable lo que pudiera mover  los dientes después del tratamiento.
A lo largo de los años los   sistemas de alineadores han sido  usados por una gran cantidad de pacientes,   sin embargo estos aún no han podido sustituir por completo los tratamientos con  los brackets convensionales o   linguales. Esto se debe a que la biomecánica (forma de mover los dientes) usada por los alineadores   no ha logrado equipararse  con la  gran cantidad de movimientos que es posible conseguir con los aparatos de ortodoncia convencionales (brackets linguales o vestibulares).

## Invisalign
Fue la primera marca comercial establecida en 1999. Desde entonces cuenta con una gran cantidad de patentes registradas que  le permiten aun mantener el control del mercado de alineadores. Hasta   años recientes había elaborado ya más de 3 millones de tratamientos a nivel mundial.
- 

## OrthoClear
Esta fue desarrollada por  uno de los mismos fundadores de Align  Technologies en el año del 2002 luego de que éste saliera del consejo de administración, sin embargo  después de un conflicto legal con  el uso indebido  de algunas patentes, Align acordó el pago de una suma considerable para llegar a un acuerdo y conseguir   el cierre de esta nueva compañía que en esa entonces era su única competencia.

## Clear Correct
En el año 2017 esta  compañía  de alineadores fue adquirida por Straumann empresa dedicada a la  fabricación de diversos productos en la industria dental.  Clear Correct fue creada en Texas por el Dr. Pumphrey luego de haber iniciado una gran cantidad de casos con OrthoClear y que esta última compañía decidiera cerrar sus ventas.   Desde el 2014 fue una alternativa viable a Invisalign debido a  los costos más accesibles para los pacientes y especialistas.

## Arcad Lab
Arcad Digital Orthodontic Solutions una empresa establecida en el 2009 que opera en Nueva Jersey, EE. UU. con presencia en más de 5 países a nivel latino americano, ARCADLAB tiene más de 15 años de experiencia brindando soluciones de tratamiento de ortodoncia en 3D de alta calidad, utilizando tecnología CAD/CAM de última generación para ortodoncistas.

## Smile Direct Club
En el año 2014  esta compañía establecida en los USA inicio la venta directa de  los alineadores dentales al consumidor final sin  tener que acudir con un especialista en ortodoncia. 
Este servicio consiste en acudir a una tienda u oficina   para  realizarse  la toma de molde o escaneo de los dientes  y enviarlos directamente a los pacientes con un monitoreo exclusivamente a través de  una plataforma digital disminuyendo significativamente el costo para el consumidor final.   
Desde entonces una gran cantidad de nuevas empresas han surgido en diversos países del mundo copiando este mismo modelo como moons en México.
Desde la aparición de estos nuevos modelos de negocio,  la American Association of Orthodontist (Asociación Americana de Ortodoncia)  establecida en 1900 y  la más importante y grande en el mundo han publicado una gran cantidad de alertas sanitarias  con respecto a los riesgos que  se tienen al usar este uso de tecnologías sin la supervisión de un especialista  así como de la inefectividad de los mismos.

## Una historia de litigios legales,  demandas y conflictos con el gremio odontológico
Desde sus inicios  el mercado de alineadores invisibles para arreglar la  malposición de dientes ha estado involucrado  en  una gran cantidad de litigios legales con  el gremio odontológico y  por parte de diversas compañías.  
El primero de ellos fue cuando  Invisalign liberó su producto en los USA  para que los dentistas generales pudieran hacer uso de éste sistema en sus pacientes a pesar de que el especialista no fuera ortodoncista, una  subespecialidad en odontología que requiere al menos de dos  años adicionales de estudio además de la licenciatura.
Durante años el mercado de alineadores fue controlado por Invisalign  debido  a que contaba prácticamente con todas las patentes necesarias  para  hacerlo.
A partir de la aparición de nuevas compañías se iniciaron una gran cantidad de controversias  legales con  la finalidad de que éstas  tomaran   parte en el  mercado que se estima  llegará a ser  de más de 2.6 billones de dólares  para  el 2023.
Entre las demandas más importantes fue la que Align Technologies pago más de 20 millones de dólares a OrthoClear para que dejara de comercializar sus alineadores en los USA,  y  la  disputa de Clear Correct y Align Technologies por los derechos  de las patentes más importantes para elaborar los alinedores  Sin embargo la  demanda más controversial de todas surgió a raíz  de  la suspensión  en la   venta de su producto a casi 20,000  ortodoncistas de los USA en el año 2010,   debido a que  Invisalign requería  que éstos enviaran al menos  diez casos al año  para poder seguir haciendo uso de su  sistema de alineadores.
Esto derivó en una gran cantidad de demandas por parte de ortodoncistas y asociaciones dentales en contra de la compañía al alegar que no se podía forzar a un especialista a prescribir este tipo de tratamiento  en  sus pacientes por  compromisos comerciales con  la empresa.
La controversia más reciente por parte de Invisalign ha sido en el año 2022 donde la empresa  rechazó participar en el embargo económico de múltiples empresas americanas y europeas en  contra Rusia  debido a la invasión a Ucrania, catalogándola  como una de las empresas que  ha seguido haciendo negocios en este país.
Actualmente  existen una gran cantidad de problemas legales y demandas en contra de las empresas de venta directa al público  de alineadores en los Estados Unidos,  donde no se involucra  a un especialista en odontología y  ortodoncia para realizarlo.  Este modelo ha sido replicado en los principales países de Latinoamérica.
A pesar de que los costos del tratamiento de  este tipo de alineadores es significativamente más barato y que buscan simplificarlo con aplicaciones digitales para su seguimiento y una única  cita de inicio con un especialista,   este ofrece muy  pobres resultados y causan  daños permanentes en  la dentición de las personas lo que ha llevado a que las Asociaciones Dentales y a los pacientes a iniciar demandas legales en contra de estas compañías.  
En la actualidad una gran cantidad de agencias regulatorias en diversos países así como las mismos  consejos y asociaciones de  odontología y ortodoncia,  han emitido una gran cantidad de alertas sanitarias en contra de este tipo de alineadores. De igual forma  han invertido una gran cantidad de recursos en campañas de difusión al público en general para informar acerca de los riesgos que tiene el usarlos sin una supervisión continua por parte de un especialista  durante el tratamiento de ortodoncia .